# أسامة عمار
أسامة عمار هو رائد أعمال و مستثمر لبناني-فرنسي.  يُعرف لمشاركته بتأسيس حاضنة الأعمال TheFamily التي تأسست في فبراير 2013 من قبل أليس زاغوري ونيكولاس كولين . 

## سيرته الشخصية

### النشأة
انتقل أسامة وعائلته إلى كينشاسا في جمهورية الكونغو الديمقراطية، وطُرد من البلاد بعد ثلاث سنوات ليستقر في تور في فرنسا مع والدته. أسس شركة لتطوير مواقع الويب قام بتسجيلها في أوروغواي، وبدأ أيضًا في دراسة الفلسفة في جامعة السوربون.

### حياته مهنية
في عام 2008 ، شارك مع جيريمي برتراند في تأسيس شركة Hypios ، التي تنظم مسابقات لحل المشكلات عبر الإنترنت. في فبراير 2011 تم فصله من قبل المساهمين وأفلست الشركة في نفس العام. 
في عام 2011 ، انتقل أسامة إلى وادي السيليكون، واستثمر دخله في العديد من الشركات وفي ديسمبر 2011 أصبح المدير العام لشركة .Be Sport Inc. 
في عام 2013 ، شارك مع أليس زاغوري ونيكولاس كولين في تأسيس حاضنة الشركات الناشئة TheFamily المستوحاة من Y Combinator . تقدم الحاضنة الاستشارات و تأمن تواصل للشركات الناشئة الرقمية مقابل نسبة صغيرة من رأس مالها.